# Santa Maria de Itabira
Santa Maria de Itabira è un comune del Brasile nello Stato del Minas Gerais, parte della mesoregione Metropolitana di Belo Horizonte e della microregione di Itabira.